# Salutaguse (Koeru)
Salutaguse – wieś w Estonii, w prowincji Järva, w gminie Koeru.